# وليد حمدية
وليد راضي إبراهيم حمدية (30 أغسطس 1963 - 2 أغسطس 2004) كان مسؤول جهاز الدعوة في حركة حماس في حي الشجاعية في غزة بداية تسعينات القرن العشرين، وأحد المبعدين إلى مرج الزهور في لبنان. اعترف بخيانته لحركة حماس وأنه كان من المتسببين في مقتل كثير من قيادات حماس العسكريين. يعتبر من أخطر الجواسيس الفلسطينيين على الإطلاق تعامل مع المخابرات الإسرائيلية لمدة تزيد عن سبعة عشر عامًا وتسبب في قتل المجاهد عماد عقل.
أعلنت محكمة أمن الدولة الفلسطينية في 27 أكتوبر 2002 عليه بالإعدام رميًا بالرصاص، كما تبرأت عائلته منه، وطالبت السلطة الوطنيَّة الفلسطينية بتنفيذ الحكم. قُتل في 2 أغسطس 2004 في طريق نقله من قبل السلطة إلى مستشفى دار الشفاء في مدينة غزة على يد كتائب الشهيد عز الدين القسام وكان قد دخل المستشفى صباح ذات اليوم بعد إصابته في عملية تفجير للزنزانة التي كان يقبع فيها في سجن غزة المركزي. أخبرت السلطة الفلسطينية الشيخ صلاح شحادة بأن هذا الرجل عميل لإسرائيل فطلب الشيخ أن يُسلم إلى الحركة لتقوم بإعدامه فرفضت السلطة ذلك، وبعد تأخر السلطة عن تنفيذ حكم الإعدام الصادر بحقه قامت كتائب القسام بتصفيته في الطريق.